# Calle Mayor (Madrid)
La calle Mayor de Madrid es una vía histórica que une la Puerta del Sol con la cuesta de la Vega, tras atravesar la calle de Bailén. En su recorrido de este a oeste, «casi recto y casi llano», se encuentra la plaza de la Villa y en su desembocadura se levantan la fachada posterior de la catedral de la Almudena y varios lienzos de la muralla musulmana de la ciudad. Aunque apenas llega al kilómetro de longitud, a lo largo de sus más de seis siglos de historia ha tenido diferentes nombres para denominar sus diferentes tramos.

## Historia
En su origen, y aun antes de ser propiamente una calle, fue vía triunfal para los Reyes Católicos en sus visitas a la villa al final del siglo xv y luego «paseo de las galas cortesanas en el siglo xvii». En el plano de Teixeira de 1656, la vía aparece rotulada en tres tramos como Mayor (desde la puerta del Sol a la plazuela de la Caza y la antigua calle del Bonetillo, tramo conocido también como calle Grande de la Puerta del Sol), puerta de Guadalajara (del Bonetillo hasta los Milaneses) y Platerías entre las plazas de Herradores y de la Villa. Posteriormente, el plano de Antonio Espinosa de 1769, rotula el tramo final como calle de la Almudena (desde la plazuela de la Villa hasta el Arco o puerta de Santa María, en la actual calle Bailén). En el plano publicado por Coello y Madoz en 1848, desaparece el rótulo del tramo de la puerta de Guadalajara, pero se añade la plaza de los Consejos en el trazado del trecho final.
Queda documentada la compra-venta de casas y solares en 1542, 1581, 1599, y ensanches de la vía en 1611 (en Platerías) y en 1634 (en la puerta de Guadalajara). Uno de sus edificios más antiguos fue el convento de San Felipe el Real, que con la desamortización de Mendizabal quedó abandonado y fue derruido para construirse las viviendas del promotor inmobiliario Santiago Alonso Cordero.

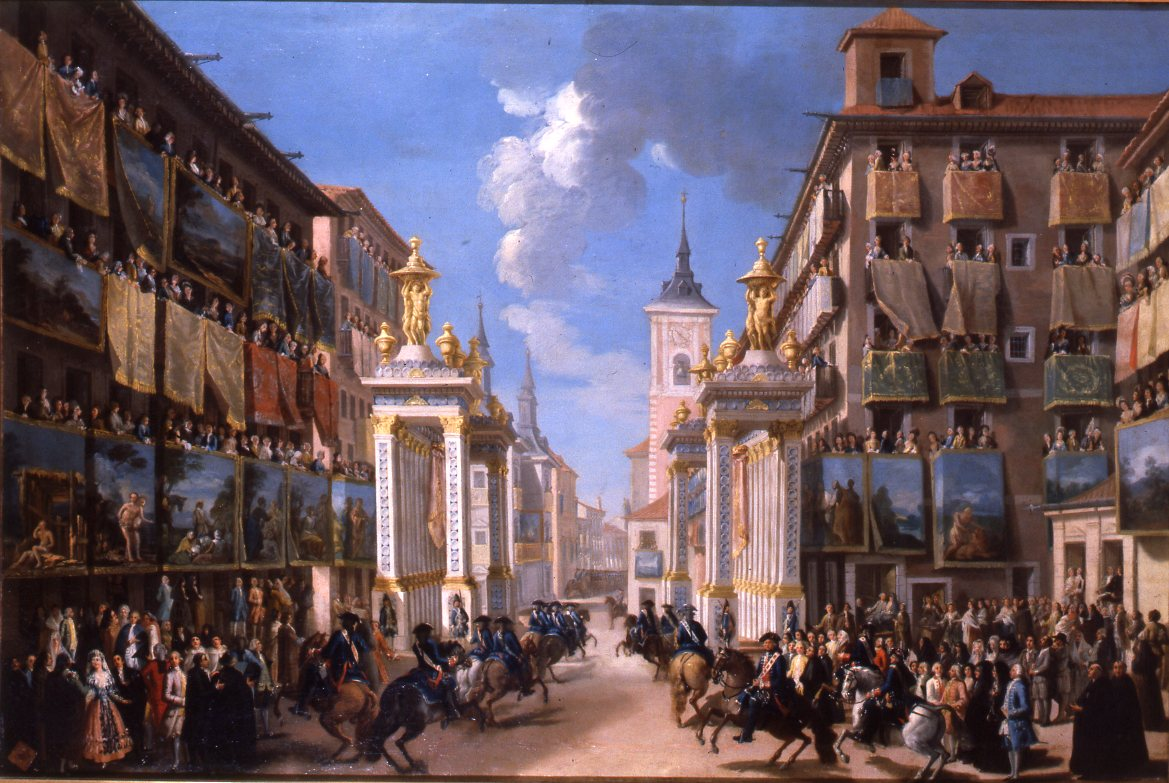
Tramo de la calle que se llamó «de las Platerías», en un cuadro de Lorenzo Quirós (c. 1763)

A lo largo de su historia fue importante vía comercial de concentración de gremios, destacando los de joyeros, pañeros, sederos y roperos o ‘pretineros’, junto a otros como los esparteros o los coloreros, que pugnaban por asomarse a esta calle principal desde el enjambre de las que en ella confluían.
En 2012, el Ayuntamiento de Madrid inauguró el ‘tramo de carril bici’ de Mayor dentro del eje ciclista Mayor/Alcalá.
En el trazado oficial, la calle Mayor muere en el parque del Emir Mohamed (fundador de «Mayrit» en 865), abierto en 2010 en el entorno de la antigua entrada a la cripta de la Almudena, y se continúa con el sinuoso trazado de la Cuesta de la Vega.

## Edificios
En su recorrido se conservan algunos singulares edificios como la casa de Ruiz de Velasco (edificio modernista en el núm. 5); el edificio de la Compañía Colonial (en el núm. 16); el palacio de Cañete (en el núm. 69); el palacio de Uceda o de los Consejos (en el núm. 79); el palacio de Abrantes (que alberga el Instituto de Cultura Italiano en el núm. 86); además del complejo renacentista de la plaza de la Villa y la iglesia del Sacramento.
Entre los edificios ya desaparecidos, cabe mencionar el palacio de Oñate, el convento de San Felipe Neri, la iglesia de Santa María (derribada en 1868), la de San Salvador (derribada en 1842), el monasterio de la Salutación de Nuestra Señora, o «de Constantinopla», y la Puerta de Guadalajara (destruida por un incendio en 1582).
La presencia de ilustres dramaturgos que fueron vecinos de esta calle se conserva en la llamada casa de Calderón de la Barca (en el núm. 61), y una placa municipal recuerda que en el edificio que hubo a la altura del núm. 46 nació Félix Lope de Vega y Carpio, que fue bautizado el 6 de diciembre de 1562 en la vecina y también desaparecida iglesia de San Miguel de los Octoes.

## Comercios históricos
Al inicio de la vía, en el n.º 1 se conserva la llamada casa Cordero (en la que estuvo instalada la primera central de Teléfonos de Madrid, la fonda La Vizcaína, el también desaparecido Café de Lisboa (que antes fuera Café nuevo de Pombo y Café del Comercio) y el Gran Bazar de la Unión); y al final la casa Ciriaco, en el n.º 84. También haciendo esquina con la puerta del Sol, en el número 2 está La Mallorquina, decana de los reposteros madrileños.
En el número 35 estuvieron los Baños de San Isidro, establecimiento real para las aguas del legendario «pozo de doña Ñufla» (dama y santa amiga del buen Isidro); y en el n.º 59, se conserva la llamada Farmacia de la Reina Madre.

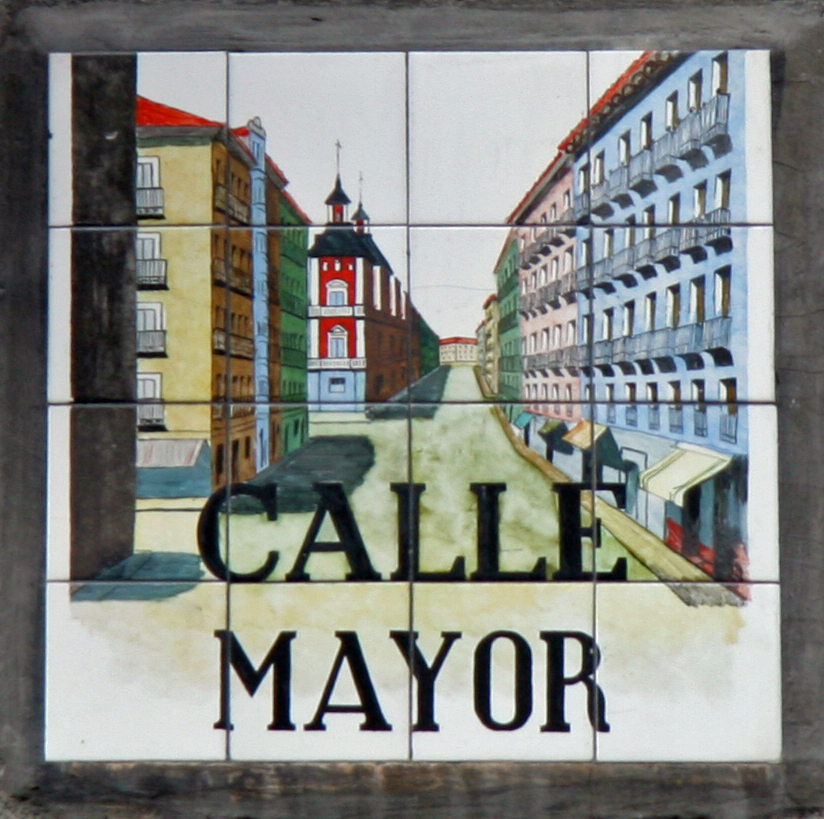
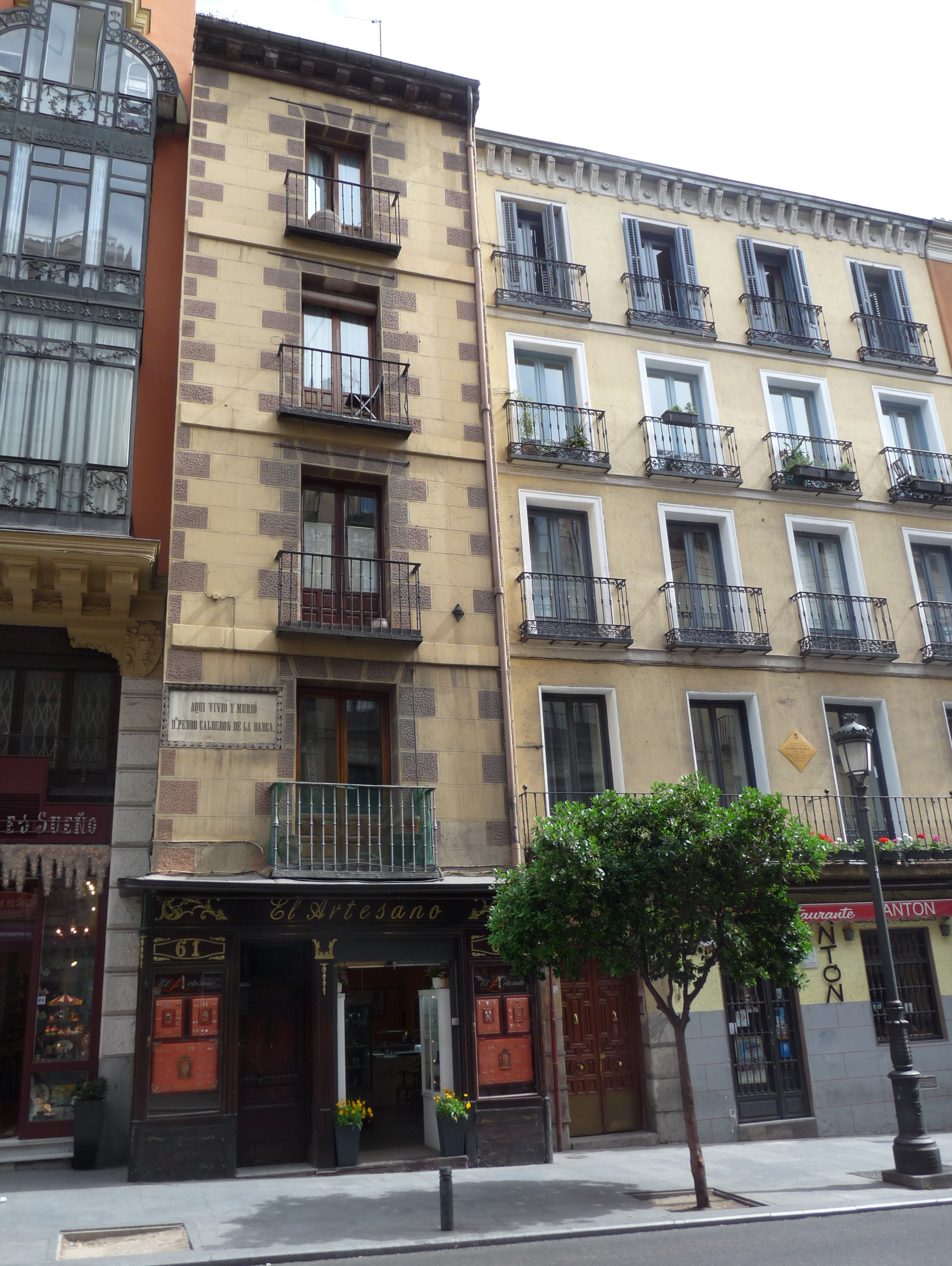
Casa de Calderón
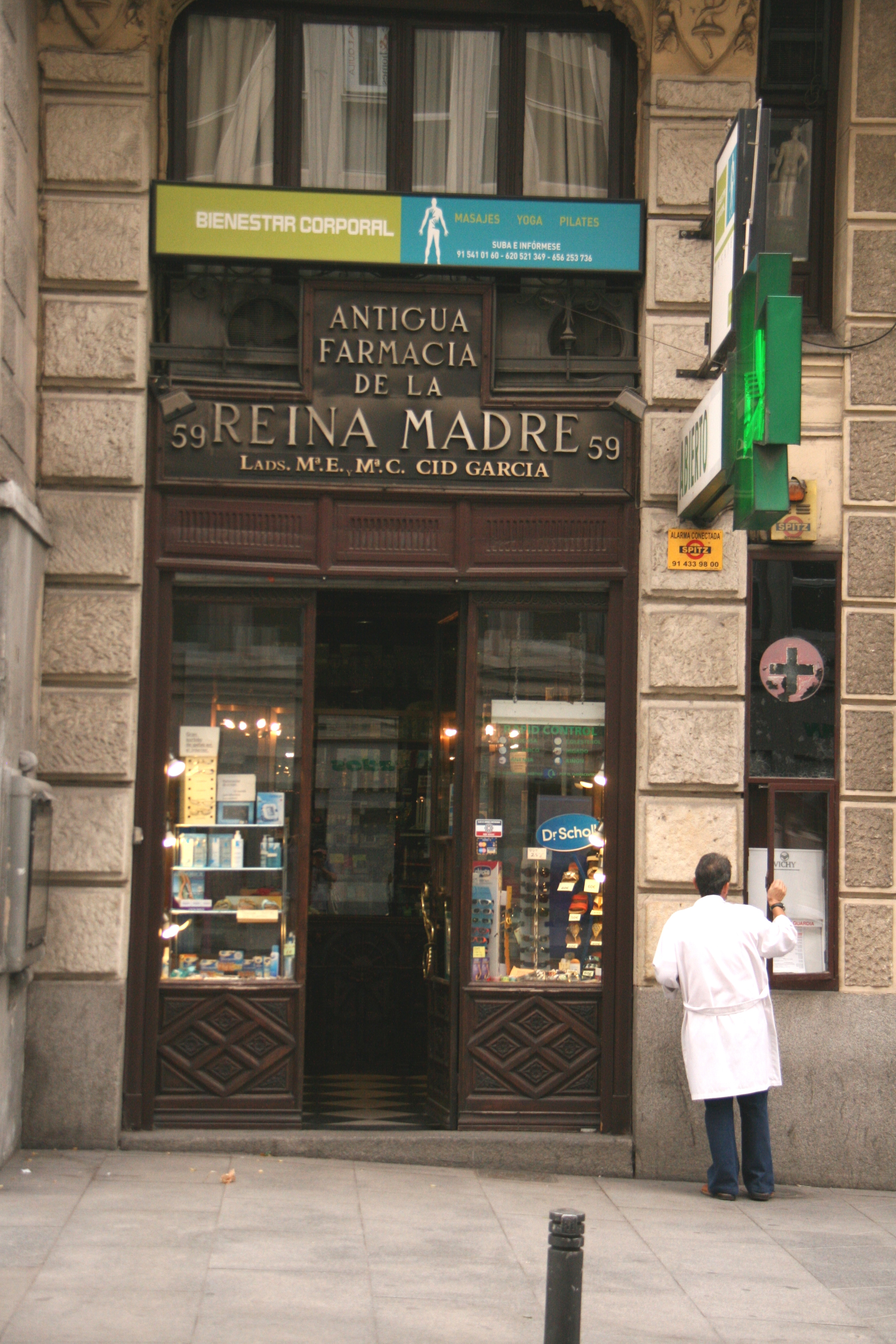
Real botica
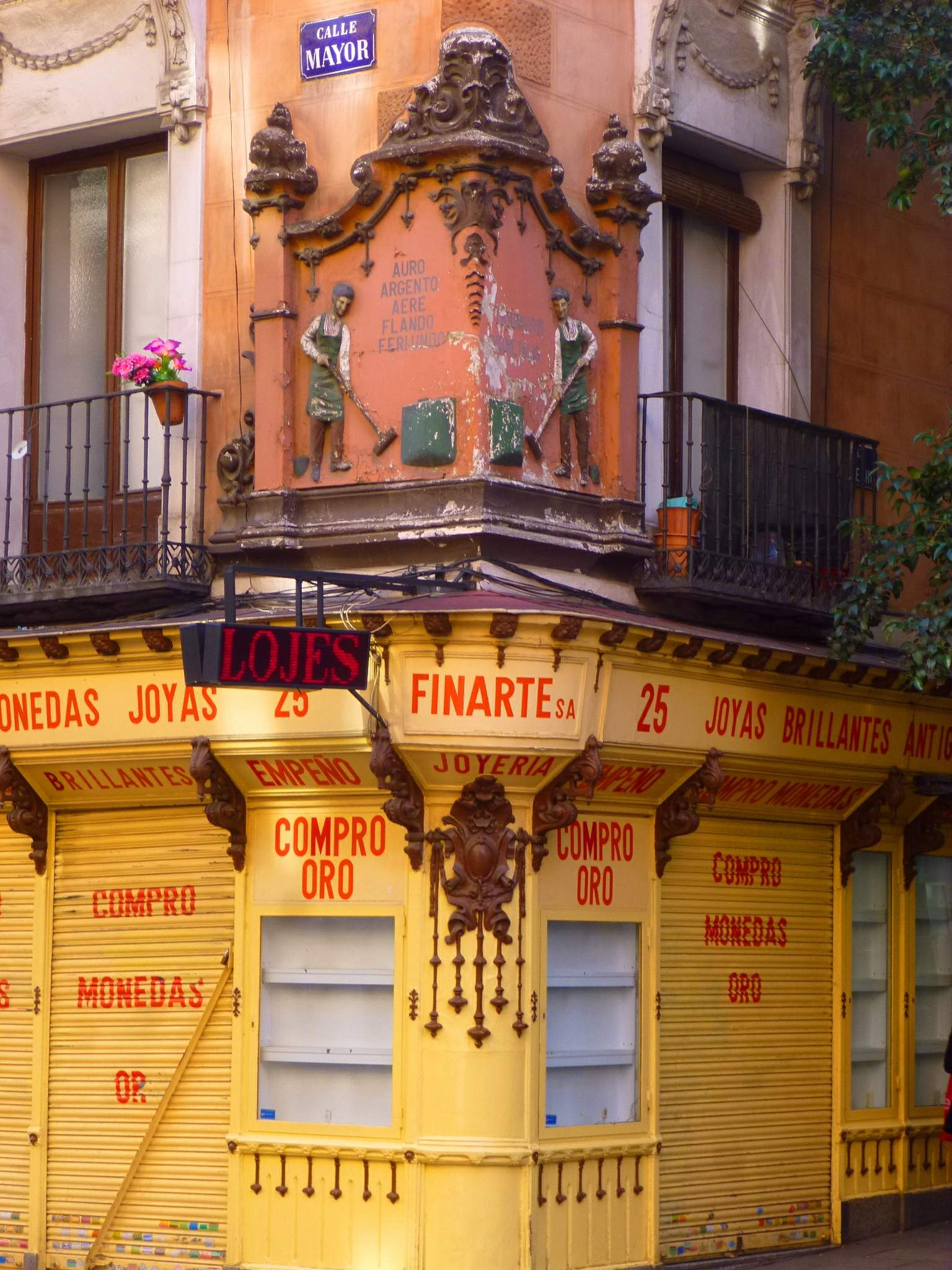
Joyeros de Mayor
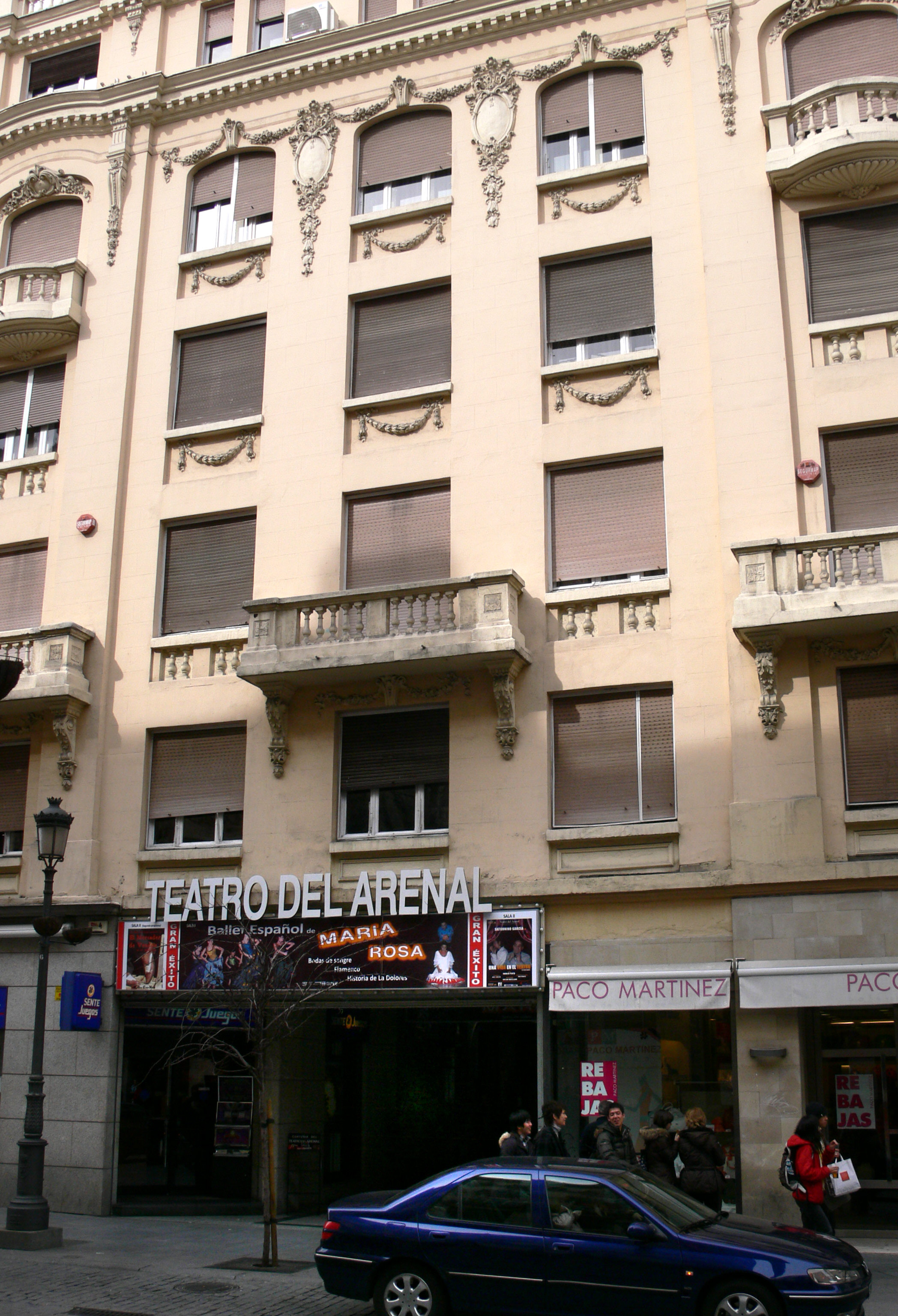
Teatro Arenal
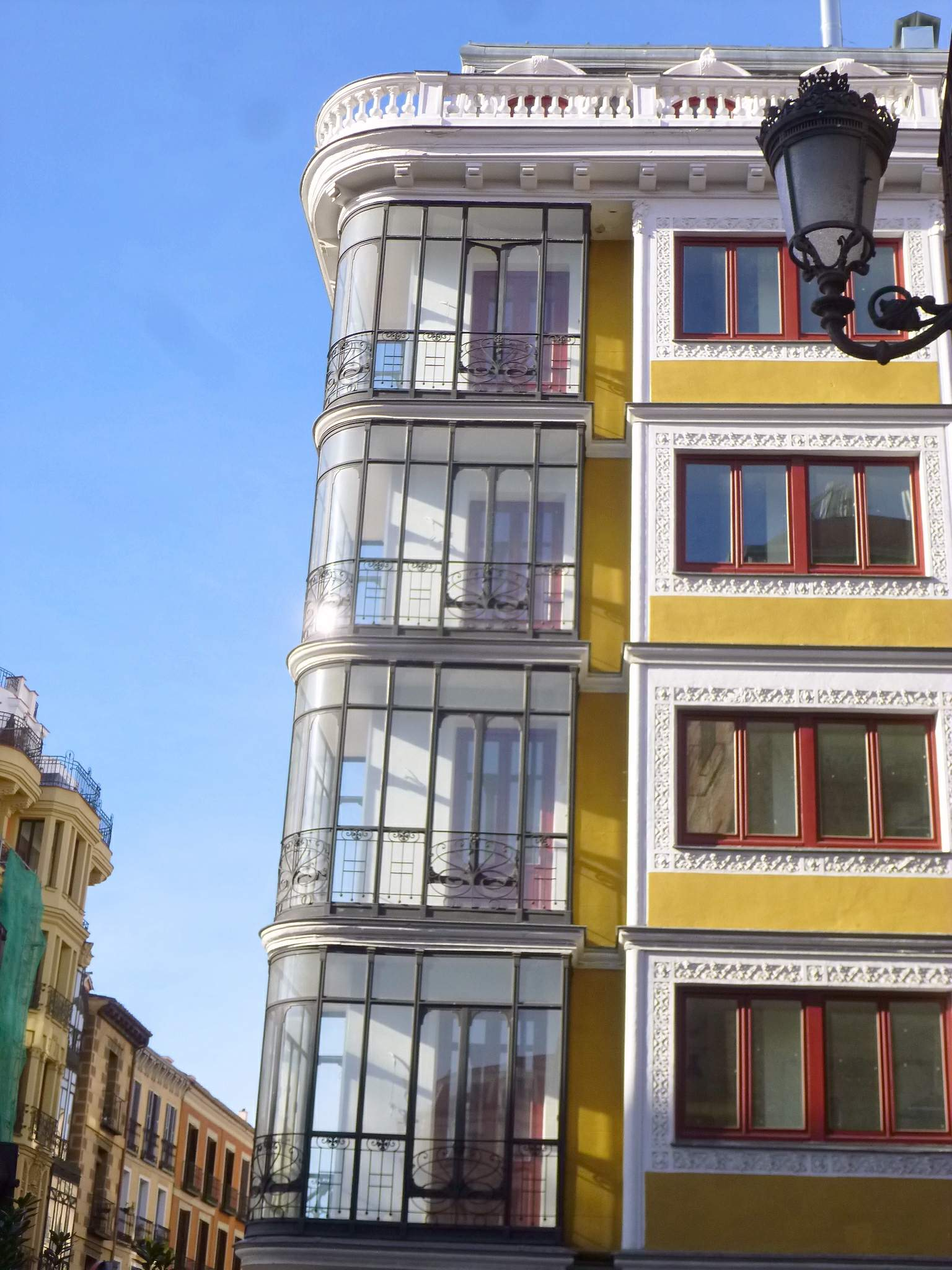
Miradores de chaflán

## Coda de Répide
Haciendo valer el recorrido estratégico de esta vía entre la Puerta del Sol, la Plaza Mayor y el Palacio Real y el anterior Alcázar, el cronista Pedro de Répide, cerraba su estudio sobre esta calle con esta coda histórica: 

La historia de la calle Mayor va unida a la de Madrid durante cuatro siglos. No hay acontecimiento, entrada de reyes y de reinas, visitas de príncipes extranjeros, procesiones inquisitorias, paso de reos para ser ajusticiados y algarada o pronunciamiento en las revueltas del siglo xix, que no haya tenido como escenario esta calle. Que vio a validos y a héroes encumbrados y caídos, que vio a don Rodrigo Calderón poderoso en su carroza y cruzando en una mula camino del suplicio, y a Riego triunfante y luego sobre el fango pisoteado su retrato por los soldados de don Pablo Morillo.
Pedro de Répide